# Alexandr Spac
Alexandr Spac (* 22. November 1989) ist ein moldauischer Gewichtheber.

## Karriere
Spac belegte bei den Europameisterschaften 2009 den zwölften Platz in der Klasse bis 69 kg. Bei den Europameisterschaften 2010 und 2011 wurde er jeweils Vierter. 2012 wechselte er in die Klasse bis 77 kg und gewann bei den Europameisterschaften die Bronzemedaille. Bei den Europameisterschaften 2013 wurde er Zweiter. Allerdings war sein Dopingtest positiv auf Stanozolol und Methyltestosteron und er wurde für zwei Jahre gesperrt. 2017 wurde er erneut wegen Dopings gesperrt, diesmal wurde bei ihm Dehydrocholomethyltestosterone nachgewiesen. Er wurde bis zum 1. Mai 2025 gesperrt.